# Wendilgarda liliwensis
Espèce
Wendilgarda liliwensis est une espèce d'araignées aranéomorphes de la famille des Theridiosomatidae.

## Distribution
Cette espèce est endémique des Philippines. Elle se rencontre à Luçon et à Mindoro.

## Description
La femelle holotype mesure 2,32 mm et le mâle 1,92 mm.

## Étymologie
Son nom d'espèce, composé de liliw et du suffixe latin -ensis, « qui vit dans, qui habite », lui a été donné en référence au lieu de sa découverte, Liliw.

## Publication originale
- Barrion & Litsinger, 1995 : Riceland Spiders of South and Southeast Asia. CAB International, Wallingford, p. 1-700.